# Lúcio Cornélio Balbo, o Jovem
Lúcio Cornélio Balbo (em latim: Lucius Cornelius Balbus), dito , o Jovem (em latim: Minor) para distingui-lo de seu tio, foi um oficial romano do século I a.C. ativo nos últimos anos da República Romana e durante o reinado do imperador Augusto (r. 27 a.C.–14 d.C.). Filho de Paulo Cornélio Balbo, nasceu em Gades (atual Cádis) e recebeu a cidadania romana junto de seu pai e tio, Lúcio Cornélio Balbo Maior.

## História
Com a eclosão da guerra civil em 49 a.C., Balbo serviu Júlio César e foi enviado para contatar o cônsul Lúcio Cornélio Lêntulo Crus, um antigo amigo de seu tio, para persuadi-lo a retornar para Roma. No ano seguinte, participou duma visita com Lêntulo ao acampamento de Pompeu em Dirráquio. Subsequentemente envolveu-se nas expedições na Hispânia e Alexandria e, como recompensa pelos serviços prestados, foi admitido no Colégio dos Pontífices.
Em 44 e 43 a.C., Balbo tornou-se questor do propretor Caio Asínio Polião na Hispânia Ulterior. Enquanto esteve lá, incorporou à sua cidade natal Gades um subúrbio, que foi conhecido como a nova cidade, e construiu um estaleiro. Como consequência disso, a cidade passou a ser chamada Dídima, ou seja, "cidade-dupla". Além disso, durante seu mandato, extorquiu os provincianos e acumulou grandes fortunas, o que lhe rendeu uma visão negativa entre os autores, que classificaram sua conduta como do tipo tirânica. Em 43 a.C., Balbo cruzou para a África e encontrou-se com Bogudes, rei da Mauritânia. Uns poucos meses depois fugiu de Gades com o dinheiro do salário das tropas e seguiu para a Macedônia.
Balbo deixou se der mencionado pelos próximos 20 anos, aparecendo novamente somente em 21 a.C., quando foi o procônsul da África Proconsular. Mommsen acredita que ele incorreu ao desprezo de Augusto (r. 27 a.C.–14 d.C.) por sua conduta como pretor, e que sua nomeação na África após tantos anos foi devido a sua excepcional aptidão para o posto. Em 19 a.C., Balbo derrotou os garamantes, e em 17 de março daquele ano recebeu a honra de um triunfo, que foi então o primeiro conferido para alguém que não foi cidadão romano de nascimento, e a última vez que um indivíduo privado foi honrado. Ele construiu um magnífico teatro em Roma, que foi dedicado ao retorno de Augusto da Gália em 13 a.C..
Balbo parece ter dado alguma atenção para a literatura. Ele escreveu uma peça na qual o assunto foi sua visita com Lêntulo no campo de Pompeu em Dirráquio, e, de acordo com Macróbio, foi o autor de um trabalho chamado Exegética (Ἐξηγητικά), que lidava com os deuses e seus cultos. Além disso, ele notabilizou-se por sua correspondência com Cícero.